# Henny Lee
Henny Lee (geboren in Utrecht) is met het hoogste trainersdiploma in het bezit een Nederlandse voetbaltrainer, die ook vanuit leidinggevende functies en als KNVB- docent in het voetbal heeft gewerkt. Sinds 2022 is Lee actief als Hoofddocent bij de KNVB.
Henny Lee heeft vroeger ook gevoetbald. Hij bereikte het tweede elftal van FC Utrecht, waar hij vanwege een blessure noodgedwongen moest stoppen met zijn actieve carrière. 
In 1988 ging hij aan de slag als Hoofdtrainer van ASC SDW in Amsterdam. Vervolgens trainde hij ook Aalsmeer, Spakenburg, Haarlem, Telstar, DOVO, Katwijk en Sparta Nijkerk. Met een aantal van deze clubs wist hij succesvol het kampioenschap te realiseren. Van 2000 tot 2003 was hij assistent-trainer van Cambuur Leeuwarden, waarna hij als Hoofdtrainer in 2010 bij FC Dordrecht aan de slag ging. 
Lee is na zijn periode als trainer tussen 2011-2018 Hoofd opleidingen en Technisch manager ai. bij FC Utrecht geweest, waarbij Lee de opleiding naar het hoogste internationale niveau wist te brengen. Tussen 2019 - 2021 heeft Lee bij Zaglebie Lubin in Polen als Technisch directeur gewerkt.